# 卡特里娜·布莱恩
卡特里娜·布莱恩（英語：Katrina Bryan，1980年7月10日—）是一位苏格兰电视、电影、舞台和广播演员，从1999年开始活跃。布莱恩是瑪格麗特皇后大學表演艺术的文学士。